# 廣東獵豹隊
廣東獵豹隊為中國棒球聯賽的創始隊之一，前身為廣東閃電隊，主場為廣東天河棒球場。

## 歷年戰績
- 2002年：2勝10敗（例行賽第四名）
- 2003年：9勝15敗（例行賽第三名）
- 2004年：20勝16敗（例行賽第三名）
- 2005年：19勝11敗（例行賽第三名）
- 2006年：11勝10敗（例行賽第三名）
  - 總冠軍賽：0勝3敗（戰三勝制）
- 2007年：14勝7敗（例行賽第三名）
- 2008年：8勝13敗（例行賽第五名）
- 2010年：13勝5敗（例行賽第二名）
  - 總冠軍賽：3勝0敗（五戰三勝制）
- 2014年：0勝6敗（例行賽第四名）
- 2015年：5勝10敗（例行賽第五名）

## 外部連結
- 廣東獵豹隊在台灣棒球維基館上的頁面（繁體中文）